# Oklahoma City Thunder 2010-2011
La stagione 2010-11 degli Oklahoma City Thunder fu la 44ª nella NBA per la franchigia.
Gli Oklahoma City Thunder vincero la Northwest Division della Western Conference con un record di 55-27. Nei play-off vinsero al primo turno con i Denver Nuggets (4-2), nella semifinale di conference con i Memphis Grizzlies (4-3), perdendo poi la finale di conference con i Dallas Mavericks (4-1).

## Roster
| N° | Naz.                   | Ruolo | Sportivo          | Anno | Alt. | Peso |
| -- | ---------------------- | ----- | ----------------- | ---- | ---- | ---- |
| 0  | Stati Uniti (bandiera) | G     | Russell Westbrook | 1988 | 191  | 85   |
| 2  | Svizzera (bandiera)    | G     | Thabo Sefolosha   | 1984 | 196  | 98   |
| 3  | Stati Uniti (bandiera) | G     | Nate Robinson     | 1984 | 175  | 82   |
| 3  | Stati Uniti (bandiera) | A     | D.J. White        | 1986 | 206  | 114  |
| 4  | Stati Uniti (bandiera) | A     | Nick Collison     | 1980 | 206  | 116  |
| 5  | Stati Uniti (bandiera) | C     | Kendrick Perkins  | 1984 | 208  | 127  |
| 6  | Stati Uniti (bandiera) | G     | Eric Maynor       | 1987 | 191  | 79   |
| 7  | Stati Uniti (bandiera) | G     | Royal Ivey        | 1981 | 191  | 91   |
| 8  | Stati Uniti (bandiera) | C     | Nazr Mohammed     | 1977 | 208  | 100  |
| 9  | Spagna (bandiera)      | A     | Serge Ibaka       | 1989 | 208  | 107  |
| 12 | Serbia (bandiera)      | C     | Nenad Krstić      | 1983 | 213  | 109  |
| 13 | Stati Uniti (bandiera) | G     | James Harden      | 1989 | 196  | 100  |
| 14 | Stati Uniti (bandiera) | G     | Daequan Cook      | 1987 | 196  | 93   |
| 22 | Stati Uniti (bandiera) | A     | Jeff Green        | 1986 | 206  | 107  |
| 23 | Stati Uniti (bandiera) | C     | B.J. Mullens      | 1989 | 213  | 125  |
| 35 | Stati Uniti (bandiera) | A     | Kevin Durant      | 1988 | 206  | 98   |
| 42 | Stati Uniti (bandiera) | A     | Morris Peterson   | 1977 | 201  | 99   |
| 45 | Stati Uniti (bandiera) | C     | Cole Aldrich      | 1988 | 211  | 111  |

## Staff tecnico
- Allenatore: Scott Brooks
- Vice-allenatori: Maurice Cheeks, Rex Kalamian, Mark Bryant, Brian Keefe
- Vice-allenatore per lo sviluppo dei giocatori: Maz Trakh
- Preparatore fisico: Dwight Daub
- Preparatore atletico: Joe Sharpe